# Gustaf Svensson (politiker)
Gustaf Wilhelm Svensson, född 23 augusti 1840 i Vetlanda socken, Jönköpings län, död 23 juli 1920 i Rydaholms församling, Jönköpings län, var en svensk folkskollärare och riksdagsman.
Svensson var organist, klockare och folkskollärare i Rydaholms församling i Jönköpings län. Han var ledamot av Sveriges riksdags andra kammare, invald i Östbo härads valkrets.